# Шаплет, Самуил Самуилович де
Самуил Самуилович де Шаплет (1798—1834) — офицер Русской императорской армии, переводчик с французского и английского языков на русский.

## Биография
Родился в 1798 году. В 1822—1825 годах С. С. де Шаплет был в чине штабс-капитана и служил ротным офицером в Кондукторской роте Главного инженерного училища.
На 1829 год де Шаплет был капитаном и кавалером орденов Святого Владимира 4-й степени и Святой Анны 3-й степени и в службе находился там же. 
По отзывам критиков, все переводы Шаплета носят слишком поспешный характер, что обнаруживается в небрежности и неровности слога; кроме того, Шаплета упрекают за то, что он плохо владел русским языком и переводы сочинений Вальтера Скотта делал не с подлинника, как указывал на обложках издаваемых им книг, а с французских переводов их; этот упрек основывается на вполне французском построении некоторых фраз в переводах Шаплета. 
За свои переводы Шаплет 30 декабря 1822 года избран был действительным членом Общества любителей российской словесности.
Самуил Самуилович де Шаплет умер 3 октября 1834 года в городе Санкт-Петербурге в чине инженер-подполковника.